# Fouquebrune
Fouquebrune är en kommun i departementet Charente i regionen Nouvelle-Aquitaine i västra Frankrike. Kommunen ligger  i kantonen Villebois-Lavalette som ligger i arrondissementet Angoulême. År 2022 hade Fouquebrune 717 invånare.

## Befolkningsutveckling
Antalet invånare i kommunen Fouquebrune
Referens:INSEE